# 韩国—越南关系
韓越關係（韩语：／ Han-Beteunam gwangye */?，越南语：／*/?），是指大韓民國和越南歷代政權的關係。
朝鲜半岛与越南的关系可以追溯到公元12世纪初，当时一部分的越南皇族因国内的宫廷纷争而迁入高丽。
第二次世界大戰後，朝鮮半島和越南同樣分裂為兩個國家政權。大韩民国和同為反共的越南共和國（南越）關係密切。越南战争时，韩国应美国要求，派遣國軍加入南越阵营对抗北越，士兵大量死伤，许多越南无辜平民也被杀害，枯叶剂等后遗症持续至今。北越統一越南後，兩國關係十分惡劣。
1992年大韩民国与越南社會主義共和國建立邦交以来，多位韓國總統访问越南并对越战中的罪行谢罪。越南自革新开放以后亦学习韩国发展经济，现今韩国与越南间的经济文化交流频繁。
越南與韓國為中國的鄰國，自古為中國的藩屬，在語言文化等方面受到許多來自中國的影響，皆屬於漢字文化圈，以小中華自居。近代以來，兩國的遭遇與命運也十分近似，都曾淪為過列強的殖民地，也有過南北分裂、南北政權戰爭的歷史。
在語言文字方面，兩國在古代的很長時期都沒有本國的民族文字，皆是借用漢字表記。書面語為與口語完全不同的漢文，民族文字的喃字與諺文被發明後，在封建時代一直不得統治階級的重視，二戰以後，朝鮮半島與越南皆捨棄了使用千年的漢字，採用了諺文及國語字來表記本國語言，並把語言系統及正規化。1960年代，大韓民國參與越南戰爭後，兩國民眾開始關注對方的國家，這種相似的歷史與國情開始被更多的人了解和認識。

## 近現代的官方交流
如果说韩越两国古代的交流多离不开中国因素，那么近现代的两国的外交关系则与美国有着重要的联系。越南与朝鲜半岛政权的正式的官方外交关系在20世纪後半叶才开始。而由于越南政治的激变，两个完全不同的外交关系被开启。通过1954年7月签订的《日内瓦公约》，越南被分为两个政权。一七线（北纬17度线）以北为越南共产党政权的北越，以南为南越。

### 韩国与南越
南越的第一届政府在1956年成立并由吳廷琰领导，1956年10月，韓國與南越（越南共和國）建立外交關係。1958年11月5日，韓國總統李承晚訪問南越。1960年代，基於美韓的伙伴關係，韓國於越戰當中出兵協助美軍及南越政府作戰。1965年5月17日至25日，韓國總統朴正熙出訪美國，與美國總統林登·约翰逊協商。據當時所達成的協議，韓國須出兵五萬，加入越戰。在整個60年代，韓國派赴越戰的兵員，達30萬之多。

#### 韓國國軍出兵參與越戰
大韓民國國軍参與越南战争始于1964年9月11日的第一次派兵，止于1973年停战协定的签订。1965年9月25日成立駐越韓國軍司令部。至1966年4月，韩国國軍应美国的要求在当年朴正熙政府的指挥下共向越南派兵4次，这也是大韩民国政权首次海外派兵。1964年9月11日年派遣了1个醫務連及跆拳道教官团等后方支援部队，之后派遣了陸軍猛虎部隊与青龍部隊，1966年依照《布朗备忘录》（Brown Memorandum）追加派遣了白马部队。作为后方支援，亦派遣了軍需支援团及白鷗部隊（醫療）等一个軍級部隊的兵力。陸軍中將蔡命新擔任駐越韓國軍司令官
韩国國軍在越参战的8年间共派兵31万2千853人，其中约5千人阵亡，30多万人生存归国，而由于战争中枯葉劑等化学武器的影响，归国后因后遗症而病死的人也为数较多。韩军在越参战期间发生过多起对越南当地的无辜平民的杀戮事件，韓國國軍屠殺的越南平民至少有9000人之多。下表為越南戰爭中的重大平民屠殺事件，淺綠色背景色的部分主要由韓國國軍直接參與。
| 名稱                                 | 日期                   | 地點                                                                                 | 死亡人數  | 備註 |
| ------------------------------------ | ---------------------- | ------------------------------------------------------------------------------------ | --------- | --- |
| 平泰屠殺（Binh Tai massacre）        | 1966年10月9日          | 越南共和國小河省福平縣平泰村（Binh Tai village）             | 66        | |
| 平和屠殺（Thảm sát Bình Hòa）        | 1966年12月3日—12月6日  | 越南共和國廣義省平和村                                                               | 430       | |
| 延年-福平屠殺                        | 1966年10月9日—10月10日 | 越南共和國廣義省井山村（Tinh Son village）                                           | 280       | 韓國國軍於同一年在平安村（Binh An village）、平和村（Binh Hoa village）、平泰村（Binh Tai village）、西榮村（Tay Vinh village）製造了類似的屠殺。 |
| 达山村屠杀（Dak Son Massacre）                       | 1967年12月5日          | 越南共和國多樂省達山村（Đắk Sơn village）                                            | 252       | 由越共製造。 |
| 長丘屠殺（고자이 양민 학살 사건）                         | 1966年2月26日          | 越南共和國平定省西山縣平安村（Binh An village）長丘集落                  | 380       | 韓國陸軍首都機械化步兵師（猛虎部隊）所為。 |
| 河美屠殺（Thảm sát Hà Mỹ）           | 1968年2月25日          | 越南共和國廣南省河美（越南语：?）村                                                  | 135       | 主要由韓國第2海軍陸戰旅（青龍部隊）所為。 |
| 戊申順化屠殺（Thảm sát Huế Tết Mậu Thân）                     | 1968年1月31日—2月28日  | 順化                                                                                 | 2800-6000 | 由北越人民軍和越共所犯 |
| 豐一與豐二屠殺（Thảm sát Phong Nhi） | 1968年2月12日          | 越南共和國廣南省奠磐縣（Điện Bàn）豐一與豐二集落（Phong Nhi and Phong Nhat hamlets） | 69-79     | 韓国第2海軍陸戰旅（青龍部隊）所為 |
| 西榮屠殺（）                         | 1966年2月12日—3月17日  | 越南共和國平定省西山縣（Tây Sơn）西榮村                                                     | 1200      | 韓国陸軍首都機械化步兵師（猛虎部隊）所為 |
| 太平村屠殺                           | 1966年2月              | 越南共和國平定省太平村                                                               | 65        | 韓國陸軍首都機械化步兵師（猛虎部隊）所為 |

作为韩国军队参战的回报，韩国政府从美国获得了经济援助资金，并将此用于一部分的京釜高速公路的建設費用。对越战派兵的正面评价包括：为韩国经济开辟了活路、提高了韩国军事现代化水平等；负面评价包括：韩国军队其实是美军的佣兵、对无辜平民的杀戮異常兇殘等。2005年8月26日，韩国政府公开了越南战争相关的文书，使对这段历史更正确的检証成为可能。此文书详细的記錄了《布朗备忘录》的履行状况、美国駐韓大使波特於1970年2月24日至26日的美国参议院赛明顿听证会（Symington Hearing）上所做的证言内容及韩国的对应过程等。

### 越戰後
韓國曾於越戰當中協助南越，對北越作戰。到1975年西貢陷落後，至少在西貢的美國大使館內就有100名在越韓國人來不及撤離，當中官位最高的是韓國駐西貢大使館的經濟公使、陸軍准將李大鎔，當時還在越南負責善後事務。大部分的滯越韓國公民都在1976年返國，但李大鎔與另2名外交官仍被越共政府扣留，到1980年4月才得以回國。
北越統一越南，此後十年來兩國關係十分緊張和惡劣。隨著1986年12月越南進行開放門戶政策，以及1988年韓國總統盧泰愚發表有意向共產主義國家改善關係的《七·七宣言》，成為兩國關係改善的契機。其後，雙方開始出非官方的學術及體育交流活動。1990年4月及10月，越南兩次表示願意與韓國進行談判，改善關係，其間更透過各自的駐泰国大使互相接觸。
1991年4月，越南副外長出席漢城舉行的聯合國經濟社會會議，與韓國外長會談，建議雙方互設貿易代表部。不久，韓國派出調查團及代表團到越南，謀求增進經濟合作及商討建交事宜。1992年4月，雙方達成協議，互設聯合辦事處。12月22日，韓越建立外交關係。自此，兩國首腦來往益形頻密，1993年5月，越南政府總理武文傑訪韓；1994年8月，韓國總理訪越；1995年4月，越南共產黨總書記杜梅訪韓；1996年11月，韓國總統金泳三訪越。在這些互訪中，雙方就經濟、工業等方面的合作進行了有益的磋商，例如雙方的國防工業合作、韓國在越南的企業及投資（包括造車、發電、煉油、水泥等工廠企業）得到照顧及改善等等。1998年12月，韓國總統金大中正式訪問越南，與越南國家主席會談，就21世紀雙方合作伙年關係達成共識，決定在通信、建設、科技和文化領域加強實質性的交流與合作。
1998年，韓國總統金大中訪越期間，對越戰時韓國出兵越南表示了遺憾。2001年8月，越南國家主席陳德良訪韓期間，金大中總統亦官方性表明了謝罪態度：「我們參加了不幸的戰爭，並與本意相違的給越南國民增加了苦痛，對此深表歉意、撫慰亡者」。對此，韓國的越南參戰戰友會稱其為「妄言」，當時的在野黨大国家党亦批判其為輕率的言論。另一方面，韓國的人權團體對韓國政府對越戰時韓國軍殺害越南平民的犯罪的歷史進行謝罪的做法表示肯定，並認為要徹查給越南國民加害了哪些苦痛、全體國民性的謝罪運動也是必要的。
2004年韓國總統盧武鉉訪越期間表示「韓國國民的心有負債。很希望看到越南的成功」。
2004年10月10日下午，韓國總統盧武鉉與越南總理潘文凱、總書記侬德孟相繼進行了關於促進經濟合作、加强两國關係的會談。盧武鉉總統與潘文凯總理在該日簽署了能源、信息通信等方面的合作協議。之後，盧武鉉總統訪問了越南共產黨辦公室並會見了侬德孟總書記，雙方表示將在朝鮮半島和平與國家間合作方面增進合作關係。
越南與韓國建交後，雙方的貿易額逐年遞增：
- 1988年：約7,600萬美元。
- 1993年：8.19億美元。
- 1994年：11.41億美元。
- 1995年：15.44億美元。
- 1997年：近18.42億美元。
- 1998年：15.45億美元。當年受金融風暴影響。
- 1999年：17億美元。
- 2000年：20億美元。

而韓國在兩國貿易中，始終為順差，且差額越來越大。自1990年至2000年，累計順差達83.79億美元，每年具體數字為：
- 1990年：8,400萬美元。
- 1993年：6.38億美元。
- 1995年：11.58億美元。
- 此後，每年均超過10億美元。[19]

1980年代後期開始，越南政府開始實施類似中國改革开放的革新開放經濟政策。在經濟發展上，越南亦將韓國視為楷模。當今的韓越關係被稱為「21世紀廣泛的夥伴關係」（：／?，兩國在油田開發及CDMA等領域合作廣泛。
2019年《紐約時報》中文網有文章稱韓國三星集团在越南的子公司僱用了大约10万名员工，「仅三星一家就佔越南2018年出口总额的四分之一」。

## 韓國駐越大使一覽
- 下表為歷屆韓國駐南越大使[21][22][23]

| 屆數  | 姓名       | 任期                   |
| ----- | ---------- | ---------------------- |
| 第1屆 | 崔德新（최덕신） | 1956年5月－1961年10月  |
| 第2屆 | 朴東鎮（） | 1961年11月－1962年8月  |
| 第3屆 | 申尚澈（） | 1962年10月－1970年12月 |
| 第4屆 | 柳陽洙（유양수） | 1971年2月－1974年3月   |
| 第5屆 | 金榮寬（） | 1974年3月－1975年4月   |

- 下表為歷屆韓國駐越大使[24]

| 屆數   | 姓名       | 任期                         |
| ------ | ---------- | ---------------------------- |
| 第1屆  | 朴魯洙（박노수） | 1992年10月3日－1994年9月22日 |
| 第2屆  | 金奉奎（김봉규） | 1994年9月23日－1997年3月6日  |
| 第3屆  | 趙源一（조원일） | 1997年3月7日－2000年3月30日  |
| 第4屆  | 白樂煥（백낙환） | 2000年3月31日－2003年3月16日 |
| 第5屆  | 柳泰鉉（유태현） | 2003年3月17日－2005年5月30日 |
| 第6屆  | 金義基（김의기） | 2005年5月31日－2007年9月16日 |
| 第7屆  | 任洪宰（임홍재） | 2007年9月17日－2010年3月14日 |
| 第8屆  | 朴錫煥（） | 2010年3月15日－2011年4月18日 |
| 第9屆  | 河燦浩（） | 2011年4月19日－2013年6月     |
| 第10屆 | 全大柱（전대주） | 2013年6月－2016年5月         |
| 第11屆 | 李 赫（이혁）  | 2016年5月－2018年4月         |
| 第12屆 | 金道鉉（） | 2018年5月－2019年5月         |
| 第13屆 | 朴魯完（박노완） | 2019年10月－2022年10月       |
| 第14屆 | 吳姈姝（오영주） | 2022年10月－2023年7月        |
| 第15屆 | 崔泳杉（최영삼） | 2023年7月－現在              |

## 越南駐韓大使一覽
- 下表為歷屆南越駐韓國大使[25][26][23][27]

| 屆數  | 姓名       | 任期                 | 備註         |
| ----- | ---------- | -------------------- | ------------ |
| 第1屆 | 楊文德（） | 1956年6月－1957年7月 | 公使         |
|       | 阮貴英（Nguyễn Quí Anh） | 1957年8月－1964年1月 | 臨時代辦     |
|       | 吳孫達（） | 1964年2月－1966年2月 | 臨時代辦     |
| 第1屆 | 吳孫達（） | 1966年2月－1967年6月 |              |
| 第2屆 | 杜高智（Đỗ Cao Trí） | 1967年7月－1968年7月 |              |
|       | 鄧玉遙（Đặng Ngọc Diêu） | 1968年7月－1969年5月 | 臨時代辦     |
| 第3屆 | 范春沼（Phạm Xuân Chiểu） | 1969年5月－1975年5月 | 直到西貢淪陷 |

- 下表為歷屆越南駐韓國大使[31]

| 屆數  | 姓名       | 任期           | 備註 |
| ----- | ---------- | -------------- | ---- |
| 第1屆 | 阮富平（Nguyễn Phú Bình） | 1993年－1997年 |      |
| 第2屆 | 阮文昌（Nguyễn Văn Xương） | 1997年－2001年 |      |
| 第3屆 | 楊政識（Dương Chính Thức） | 2001年－2005年 |      |
| 第4屆 | 范進雲（Phạm Tiến Vân） | 2005年－2010年 |      |
| 第5屆 | 陳仲全（Trần Trọng Toàn） | 2010年－2013年 |      |
| 第6屆 | 范有志（Phạm Hữu Chí） | 2013年－2017年 |      |
| 第7屆 | 阮武秀（Nguyễn Vũ Tú） | 2017年－2020年 |      |
| 第8屆 | 阮武松（Nguyễn Vũ Tùng） | 2020年－2024年 |      |
| 第9屆 | 武 胡（Vũ Hồ）  | 2024年－現在   |      |

## 民间关系
由于韩国经济远发达于越南，韩国音乐和韩剧等在越南很流行。2016年越南女性在韩国的外国新娘中所占比例最大。年轻越南女性购买韩剧中的韩国产品，三星，LG等韩国企业纷纷将产品转移到越南市场。三星目前在越南的智能手机总产量中占有40％，并在那里雇佣了10万人。很多越南人学习韩语，体验韩国文化。越来越多的女孩向往嫁给韩国人。在越南，韩语和英语一样受欢迎，几乎成了第二语言。在越南甚至有“出嫁韩国准媳妇”培训班，学习韩国社交礼仪，学唱韩国国歌，做韩式泡菜，依韩式照料孩子。2007年韩国一份报告显示，大约六分之一的韩国农民和渔民迎娶了越南女性。“韩流”文化在其中起了推动作用。被调查的2005年结婚的农民或渔民8027名，有35.9%的2885人妻子是外国人，其中1535人妻子是越南人，大部分嫁往韩国的越南女性来自越南南部湄公河三角洲地区的农村。2005年韩国驻河内大使馆发放了720份婚姻签证，驻胡志明市的大使馆发放了3853分婚姻签证。原因是越南城乡差距明显、年轻男子进城务工，湄公河三角洲地区男女比例严重失衡、湄公河三角洲地区婚姻观念上更加开放。
1997年至2005年，超过100部韩剧被引入越南。《大长今》一剧更是被连映5次。不过，越南当地媒体对韩剧带来的负面作用也提出警告。
韩国统计厅发布的“2016年多文化人口动态统计”显示，韩国新郎和越南新娘结婚事例为6054，首次超过了中国新娘(5838)。韩国整体的跨国婚姻比重有所上升，从2014年的20.9%上升到了的27.9%。
越南卖场的韩国食品销量超过了中国。随着越南人在韩国企业就业和赴韩留学的增多，对韩国的好感度随之增加。越南有20余所大学开设了韩国或者韩语相关的学科。在越韩国人数量有12万人，据东南亚地区之首。韩国男性喜欢将有着浓厚儒家传统的越南女性作为新娘人选。10通咨询外国新娘电话中，有8-9通是找越南新娘的。虽然2010年以后规定严格导致跨国婚姻减少，但唯独和越南女性结婚的趋势见长。嫁到韩国的越南女性把自家亲戚介绍来结婚的情况也不少，在韩越南人持续增长仅次于在韩中国人。上述现象和中国新娘减少也有一定关系。此前有不少中国朝鲜族女性为了在韩国就业和韩国男性结婚。但最近签证要求放宽，不结婚也可以工作的机会增加。韩国男人与中国新娘结婚的比例从2008年的38.6%下降到2016年的26.9%。
另一方面，由于语言文化沟通不畅，韩国频现虐待、杀害越南新娘案件。大部分韩国人对跨国婚姻家庭持否定态度，对外来新娘的暴力、跨国婚姻儿童和青少年在学校被孤立、辱骂、遭受暴力，也不是意外现象。8岁的黄珉宇因在歌手PSY的《江南Style》MV中尽展可爱完美的舞蹈而走红。被网民昵称为“小Psy”，深受观众喜爱。但当得知他的母亲是越南人后，韩国一些网民对小黄恶语相加，称其为“劣等种族生下的杂种”。